# Vijeglavka
Vijeglavka (znanstveno ime Jynx torquilla) je ptič iz družine žoln, ki gnezdi skoraj po vsej Evropi in preko Srednje Azije do Daljnega vzhoda.

## Opis
Je majhen predstavnik žoln, približno velikosti manjšega srakoperja, v dolžino doseže med 16 in 18 cm. Oba spola sta varovalno (kriptično) obarvana, po hrbtni strani sivo ter rjavo s črnimi lisami in po trebušni svetlo s črnimi progami. Bela osnovna barva trebuha prehaja v svetlo rjavo na grlu. Parna črna proga se od oči nadaljuje čez vrat nad krili, še ena neparna pa z vrha glave prek sredine hrbta. Na razmeroma dolgem repu so prečne temne proge. Kljun je kratek in koničast.
Vijeglavka je najbolj znana po svarilnem zvijanju vratu, pri katerem obrača glavo skoraj za 180º, po čemer je dobila tudi ime v slovenščini in mnogih drugih jezikih (npr. angleško wryneck, špansko torcecuello, nemško Der Wendehals). To počne kadar jo kaj vznemiri na gnezdu, poleg tega pa našopiri perje na glavi in glasno sika. Za razliko od drugih žoln ne pleza po drevju, temveč se obnaša bolj kot pevci, ko skaklja po tleh in sedi na vodoravnih vejah. Najraje se prehranjuje z mravljami, ki jih išče v razpadajočem lesu, med rastlinjem in v prsti. Gnezdi v odprti kulturni krajini in sadovnjakih. Je sekundarni duplar, kar pomeni, da uporabi staro duplo druge žolne, rada pa zasede tudi umetno gnezdilnico. Samica izleže 5 do 12 snežno belih jajc. Od drugih žoln se vijeglavka loči tudi po tem, da je selivka; iz zmernih predelov Evrope se jeseni odseli v podsaharsko Afriko, iz vzhodnejših delov območja razširjenosti pa v Južno Azijo.
Zaradi nenavadnega vedenja se je okrog vijeglavke spletlo mnogo vraž. Še danes je v splošni uporabi v angleškem jeziku samostalnik jinx, ki pomeni »prinašalec nesreče« in naj bi izviral iz grškega imena za vijeglavko zaradi prakse angleških čarovnic, da so ptiče uporabljale za ustvarjanje urokov, ki naj bi prinesli uročenemu nesrečo. Po drugi strani Sokratov učenec Ksenofont v svojem delu Memorabilia opisuje, kako so jo čarovnice privezale na kolo in ga vrtele. Verjele so, da vijeglavka privlači moška srca; vrtenje naj bi uročilo moške da so (p)ostali zvesti.

## Status
V Sloveniji je zaradi izginjanja visokodebelnih sadovnjakov, v kakršnih najraje gnezdi, opredeljena kot ranljiva vrsta. V svetovnem merilu zaradi ogromnega območja razširjenosti in populacije, ki jo v grobem ocenjujejo do 15 milijona osebkov, ne velja za ogroženo.

## Taksonomija
Evrazijsko vijeglavko je prvi opisal Carl Linnaeusv deseti izdaji svoje Systema Naturae leta 1758. Tipska vrsta izvira iz Švedske.
Ime rodu Jynx izhaja iz [[starogrškega]] imena za to ptico, iunx. Vrstni pridevek torquilla je izpeljan iz srednjeveške latinščine torquere, »vrteti se«, kar se nanaša na značilne, kači podobne gibe vratu.
Družina Picidae obsega štiri poddružine: Picinae, Picumninae, Jynginae in monotipsko poddružino Nesoctitinae. Na podlagi [[morfologije]] in vedenja so Picumninae dolgo obravnavali kot sestrski klad Picinae. To je zdaj potrjeno tudi z [[filogenetsko analizo]]ki kaže, da so Jynginae bazalna skupina v odnosu do Picinae, Nesoctitinae in Picumninae.
Poddružina Jynginae vključuje en rod (Jynx) in dve vrsti, evrazijsko vijeglavko (Jynx torquilla) in rdečegrlo vijeglavka (Jynx ruficollis), ki stalno prebiva v podsaharski Afriki.
Priznanih je šest podvrst Jynx torquilla:

- Jynx torquilla chinensis Hesse, 1911
- Jynx torquilla himalayana Vaurie, 1959
- Jynx torquilla mauretanica Rothschild, 1909
- Jynx torquilla sarudnyi Loudon, 1912
- Jynx torquilla torquilla Linnaeus, 1758
- Jynx torquilla tschusii O. Kleinschmidt, 1907